# Ouette ouette
Ouette ouette là một loài nhện trong họ Ochyroceratidae. Loài này phân bố ở Seychelles.